# Eyalato de Alepo
El eyalato de Alepo (en turco otomano: ایالت حلب; Eyālet-i Ḥaleb‎) fue un eyalato del Imperio otomano. Después de la conquista otomana se gobernó desde Damasco, pero en 1534 Alepo se convirtió en la capital de un nuevo eyalato. Su área reportada en el siglo XIX era de 8451 millas cuadradas (21 888,1 km²). Su capital, Alepo, fue la tercera ciudad más grande del Imperio otomano durante los siglos XVI y XVII. 

## Historia
Gracias a su ubicación geográfica estratégica en la ruta comercial entre Anatolia y el este, Alepo saltó a una gran prominencia en la era otomana, en un momento solo superada por Constantinopla en el imperio. A mediados del siglo XVI, Alepo había desplazado a Damasco como principal mercado de mercancías que llegaban a la región mediterránea desde el este. Esto se refleja en el hecho de que la Compañía del Levante de  Londres, una empresa comercial conjunta fundada en 1581 para monopolizar el comercio de Inglaterra con el Imperio otomano, nunca intentó liquidar un factor, o agente, en Damasco, a pesar de haber tenido permiso para hacerlo. Alepo sirvió como sede de la empresa hasta finales del siglo XVIII.
Como resultado del desarrollo económico, muchos estados europeos habían abierto consulados en Alepo durante los siglos XVI y XVII, como el consulado de la República de Venecia en 1548, el consulado de Francia en 1562, el consulado de Inglaterra en 1583 y el consulado de los Países Bajos en 1613.
Sin embargo, la prosperidad que experimentó Alepo en los siglos XVI y XVII comenzó a desvanecerse a medida que la producción de seda en Irán entró en declive con la caída de la dinastía Safávida en 1722. A mediados de siglo, las caravanas ya no traían seda de Irán a Alepo y la producción siria local era insuficiente para la demanda europea. Los comerciantes europeos abandonaron Alepo y la ciudad entró en un declive económico que no se revirtió hasta mediados del siglo XIX, cuando el algodón y el tabaco de producción local se convirtieron en los principales productos de interés para los europeos.
La economía de Alepo se vio gravemente afectada por la apertura del Canal de Suez en 1869. Esto, además de la inestabilidad política que siguió a la implementación de importantes reformas en 1841 por parte del gobierno central, contribuyó al declive de Alepo y al ascenso de Damasco como un serio competidor económico y político con Alepo.

## Divisiones administrativas
El eyalato constaba de cinco sanjacados entre 1690 y 1740 de la siguiente manera:
1. Alepo (Haleb Sancağı, Alepo)
2. Ma'arrah (Mameratülnuman Sancağı, Ma`arrat an-Nu`man)
3. Balis (Bâliz Sansağı, Balis)
4. Uzeyr (Uzeyr Sancağı, Payas)
5. Kilis (Kilis Sancağı, Kilis)